# Nola
Nola è un comune italiano di 34 100 abitanti della città metropolitana di Napoli in Campania.
È conosciuta come "città bruniana" per aver dato i natali al filosofo Giordano Bruno, e anche come "città dei Gigli" per la secolare Festa dei Gigli che si tiene annualmente nel mese di giugno (riconosciuta nel 2013 patrimonio immateriale dell’umanità dall'UNESCO).
Il centro storico e i ritrovamenti archeologici della zona ne testimoniano le origini antiche: gli Etruschi, nel VII secolo a.C., la fondarono con il nome di Hyria e successivamente i Sanniti che, dopo averla conquistata e ricostruita, la chiamarono Nuvla ("città nuova"). Lo scrittore latino Svetonio, nelle Vite dei Cesari, riporta che l'imperatore romano Augusto morì apud Nolam ("presso Nola"). A Nola inoltre, nel 1754, il vescovo e santo Alfonso Maria de' Liguori scrisse il celebre canto natalizio Tu scendi dalle stelle.
Data la sua importanza storica, culturale e commerciale, è il centro principale dell'area nolana, cui appunto dà il nome.

## Geografia fisica
Nola è situata nel bacino dell'ex fiume navigabile del Clanio, nella terza cintura nord della città metropolitana di Napoli. Si trova inoltre tra i Monti del Partenio a nord, le colline del Cicala ad est e le colline del Vesuvio a sud, in posizione pressoché baricentrica, nonché strategica, rispetto a tutti i capoluoghi della regione Campania.
L'altitudine di Nola varia tra un minimo di 24 e un massimo di 400 m sopra il livello del mare.

### Clima
| Nola                | Mesi | Mesi | Mesi | Mesi | Mesi | Mesi | Mesi | Mesi | Mesi | Mesi | Mesi | Mesi | Stagioni | Stagioni | Stagioni | Stagioni | Anno |
| Nola                | Gen  | Feb  | Mar  | Apr  | Mag  | Giu  | Lug  | Ago  | Set  | Ott  | Nov  | Dic  | Inv      | Pri      | Est      | Aut      | Anno |
| ------------------- | ---- | ---- | ---- | ---- | ---- | ---- | ---- | ---- | ---- | ---- | ---- | ---- | -------- | -------- | -------- | -------- | ---- |
| T. max. media (°C)  | 12,3 | 13,1 | 15,2 | 18,2 | 22,4 | 26,4 | 29,0 | 29,1 | 26,0 | 21,5 | 16,8 | 13,3 | 12,9     | 18,6     | 28,2     | 21,4     | 20,3 |
| T. min. media (°C)  | 4,9  | 5,2  | 6,6  | 8,9  | 12,4 | 16,0 | 18,2 | 18,5 | 16,3 | 12,6 | 9,1  | 6,2  | 5,4      | 9,3      | 17,6     | 12,7     | 11,2 |
| Precipitazioni (mm) | 102  | 86   | 76   | 70   | 44   | 31   | 24   | 37   | 69   | 106  | 134  | 113  | 301      | 190      | 92       | 309      | 892  |

## Storia

### Età del bronzo
Sul sito di Nola, si trovava, durante l'età del bronzo, un villaggio. Situato nella località "Croce del Papa", il villaggio venne totalmente distrutto e ricoperto dalle ricadute piroclastiche dell'eruzione di Avellino, un'eruzione pliniana del Vesuvio datata a 1700 anni circa prima di Cristo, in una sorta di "Pompei della preistoria". La popolazione fuggì, per tornare qualche decennio più tardi ad abitare la zona.

### Nuvla
La fondazione della città, cui fu dato il nome Nuvla (città nuova), risale al VII secolo a.C.. ad opera degli Ausoni. Sebbene la presenza dell’uomo sul territorio sia certificata fin dal paleolitico, l’aggettivo nuova era probabilmente usato per distinguerla dalla vecchia città, denominata Hyria, distrutta da alcune calamità naturali. Prima sotto il dominio degli Osci e poi degli Etruschi, che ne fecero nel 400 a.C. uno dei centri più importanti dell'Etruria Campana, raggiunse un elevato livello di ricchezza e lusso, tanto da diventare obiettivo dei Sanniti.
Durante la battaglia tra Romani e Sanniti per il controllo delle fertili terre della Campania, la storia di Nola s’intreccia fortemente con quella di Roma in un alternarsi di rivalità e amicizia. Durante la seconda guerra sannitica, visto il coraggio del popolo nolano nel difendere il controllo della città, i Romani decisero di elevarla al grado di Municipium. Durante la guerra ai cartaginesi la città fu fedelissima a Roma finché non vide diminuire la sua autonomia. Fu in quel momento che i nolani, alleati con gli Italici, si rivoltarono contro il potere romano ma, dopo dieci anni di resistenza, capitolarono e, nell’80 a.C., Nola fu conquistata da Silla.

### Colonia Felix con Ottaviano Augusto
Dopo una rovinosa guerra, Nola riuscì a risollevarsi grazie a Ottaviano Augusto, diventando così la Nolana Colonia Felix Augusta e ottenendo la dignità senatoriale (S.P.Q.N.). Alla morte del primo imperatore romano, avvenuta proprio a Nola nel 14 d.C., per la città iniziò una lenta decadenza, diventando da centro del commercio a cittadina prevalentemente agricola.
Fin dal III secolo fu uno dei centri di maggior importanza religiosa, essendo sede episcopale. Patria di san Felice, vide alla fine del IV secolo, nel 409, l’elezione a vescovo di san Paolino di Bordeaux.
Nel 410 subì il saccheggio dei Goti di Alarico che, tra gli altri, fecero prigioniero il vescovo Paolino, mentre nel 455 fu devastata dai Vandali e nel 594 dai Longobardi. Nola visse uno dei suoi periodi peggiori subendo continue invasioni e partecipando a numerose guerre che portarono dolore e sofferenza. La città non fu risparmiata neppure dal Vesuvio che la rase quasi al suolo durante diverse eruzioni.
Nel 1256 fu espugnata da Manfredi che la aggregò al Regno di Sicilia, successivamente si alleò con Napoli sotto il dominio di Federico II di Svevia. La città fu coinvolta nelle guerre tra Svevi e Angioini e nel 1269 le sue terre furono concesse in feudo da Carlo D’Angiò a Guido di Montfort, che fu investito del titolo di conte di Nola.

### Lo splendore nel periodo degli Orsini
Alla morte del conte, nel 1290, non essendoci eredi, la contea passò al genero di Monfort, Romano Orsini, con il quale ebbe inizio la signoria degli Orsini, che dominò fino al 1528, per ben 238 anni. In questo periodo Nola torna al suo antico splendore vivendo uno dei periodi di maggiore lustro della sua storia.
Dopo la dinastia Orsini, con il trattato di Cateau Cambresis (1559), Nola passò sotto dominio spagnolo, che pur privando della libertà la città, ne favorì la rinascita culturale. È in questo periodo che vissero due delle figure più importanti legate a questa città: lo storiografo Ambrogio Leone e il filosofo Giordano Bruno.
Durante la rivolta di Masaniello rimase fedele agli Spagnoli, ma nel 1700 venne colpita da una grave crisi economica e culturale fino a che, sotto il regno di Carlo di Borbone, l’arrivo in città del vescovo Troiano Caracciolo del Sole diede vita al nuovo Seminario Diocesano, che risollevò nuovamente le sorti della città.
Da Nola, nel 1820, partirono i moti carbonari grazie all’opera dei luogotenenti Michele Morelli e Giuseppe Silvati e del prete nolano Minichini, che guidarono gli insorti per chiedere al re del Regno delle due Sicilie, Ferdinando I, la concessione di una nuova carte costituzionale e l’adozione di un parlamento.

### Nola in età contemporanea
L’11 settembre del 1943 Nola fu colpita da una delle peggiori stragi compiute dai nazisti, nota come “l’eccidio di Nola”. Alla fine del secondo conflitto mondiale, perdute le sue funzioni militari, Nola ha cercato di imporsi come importante centro commerciale ed economico.

### Simboli
Lo stemma si blasona come segue:
(Descrizione araldica dello stemma)
Il gonfalone è un drappo:
(Descrizione araldica del gonfalone dall'art. 2 dello Statuto comunale)

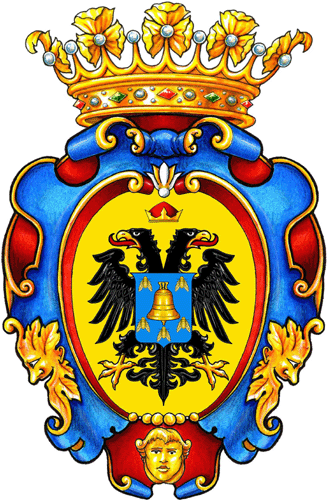
Stemma civico

Lo stemma risulta già in uso, in forma semplificata e riportante la sola campana, alla fine del 1400.
La campana viene solitamente collegata a san Paolino vescovo di Nola morto nel 431 d.C. e che la tradizione vuole abbia contribuito all'introduzione delle campane nella liturgia cattolica; i cinque insetti che la circondano sono stati identificati ora come cicale (forse per via del Monte Cicala che sovrasta la città), ora come api.

## Monumenti e luoghi d'interesse

### Architetture religiose
- La Cattedrale di Nola è stata ricostruita nel 1900 dopo un incendio[13]. Al suo interno si trovano la cripta di San Felice e i tondi con le date di governo dei vari vescovi, dallo stesso San Felice fino a Umberto Tramma. Nel 2013 sotto la cattedrale è stata ritrovata una domus ecclesiae, finora unica testimonianza in Campania.[14]

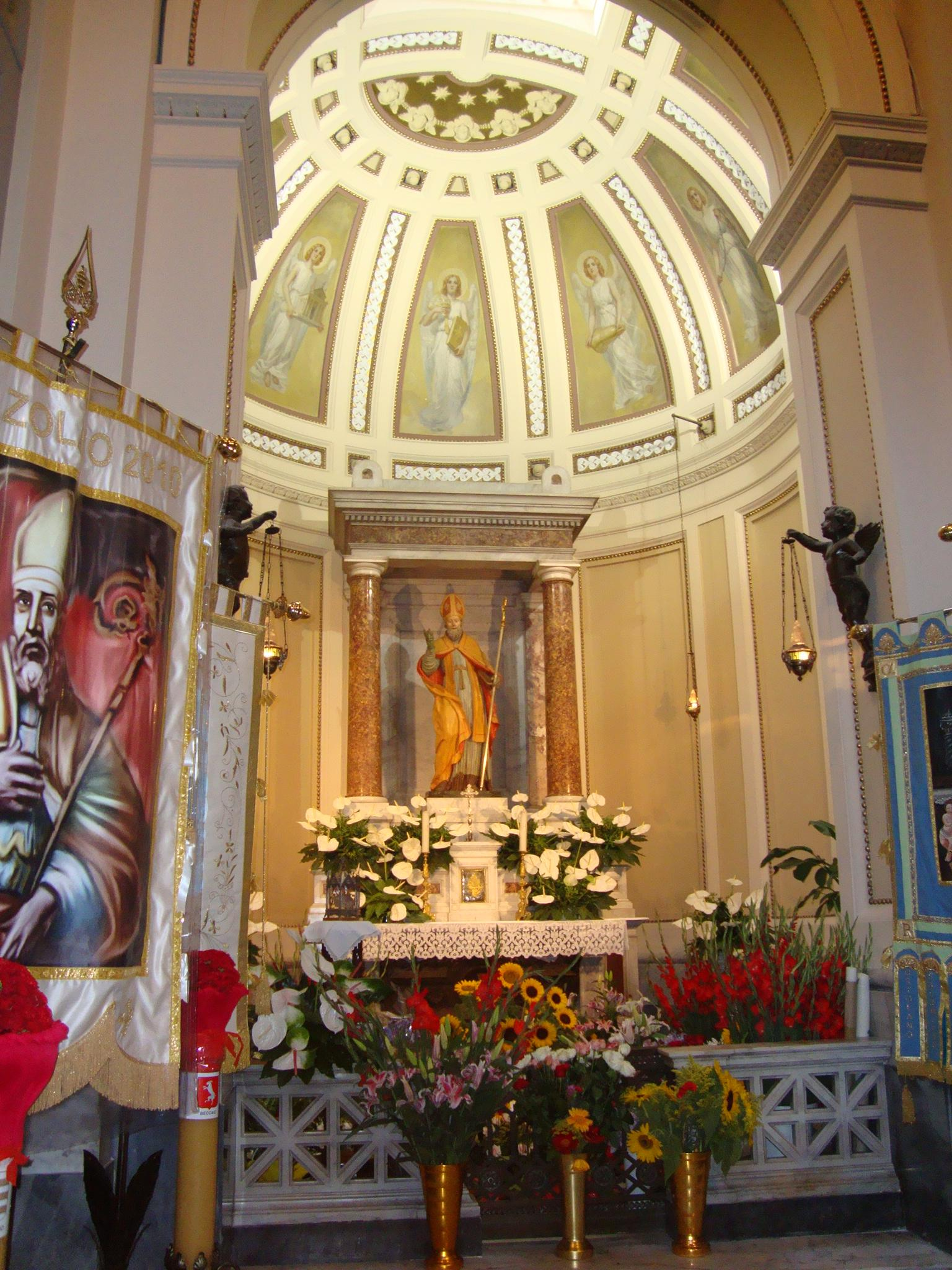
Una delle cappelle laterali del Duomo di Nola dedicata a San Paolino

- Chiesa di San Biagio. A Nola è presente all'incirca dal 1300 l'Ordine dei frati minori, che regge la chiesa di San Biagio. L'edificio, in stile tardo-rinascimentale, fu costruito riutilizzando un impianto termale risalente all'età imperiale (ancora oggi visibile sotto la cripta, come pure i resti di una domus romana del III sec. d.C.) ed è abbellita da marmi policromi e dipinti dei più grandi pittori del Seicento napoletano.
- Convento di Sant'Angelo in Palco. Convento Francescano dedicato all'Arcangelo San Michele, fondato da Raimondo Orsini, feudatario di Nola, nella prima metà del Quattrocento (1440/45). Secondo altre fonti fu eretto prima del 1456, poiché in quell'epoca Raimondo, vedovo di Isabella Caracciolo, sposò Eleonora d'Aragona, e nello stemma opposto al Monastero, di nuova costruzione, è inquartato lo stemma degli Orsini con quello dei Caracciolo, giammai con quello della famiglia d'Aragona. Porta la denominazione "del Palco", in quanto sembra affacciarsi quasi come da un palco naturale, tra gli uliveti ed alberi verdeggianti della fertile campagna nolana.[15]
- Convento dei frati cappuccini (o di Santa Croce). In questa iscrizione si può dire che è espressa tutta la storia del convento: "Questo memore chiostro cappuccino Della pietà campana fondato nel 1566 E con gli altri soppresso nel secolo XIX Dopo sette lustri di jattura riscattato Provinciale Padre Feliciano da Sorrento, Guardiano padre Giuseppe da Rocca Rainola Sindaco di Nola avvocato Filippo Del Cappellano Il dì 29 maggio 1894 Tra il plauso cittadino all'ombra delle sue pareti I frati minori nuovamente accolse". Padre Antonio da Palazzuolo diede al convento una ricca biblioteca, allungò la costruzione della chiesa e creò uno spazioso antiporto davanti ad essa. Presso la porta della chiesa vi è la tomba di Don Antonio Albertini, il quale aveva donato il suolo per la costruzione del convento. Morto nel 1578 è ricordato da un'epigrafe murata in una parte della chiesa. Vi sono ancora le tombe del Conte di Campobasso, don Muziantonio Monforte, Sindaco di Nola morto nel 1733 e quella di don Francesco Antonio Cesarino eretta dal figlio Filippo, Vescovo di Nola dal 1674 al 1683. Ai lati dell'altare vi sono due affreschi del Mozzillo: la Natività e l'Adorazione. Il bellissimo altare intarsiato in legno è della scuola Sorrentina del XVI secolo con dipinto di Antonietta Mozzillo figlia di Angelo.
- Chiesa dei Santi Apostoli. Situata accanto al Duomo, fu eretta nel V secolo d.C. e nel XIV secolo divenne sede della prima cattedrale nolana. Presenta una peculiarità: sorge pochi metri sotto il livello stradale.
- Chiesa di Santa Maria Jacobi
- Chiesa della Santissima Annunziata
- Chiesa del Gesù
- Chiesa del Collegio
- Chiesa Santa Maria del Carmine
- Chiesa Santa Maria Immacolata
- Chiesa Vecchia Maria Santissima della Stella
- Chiesa Nuova Maria Santissima della Stella
- Chiesa Madonna delle Grazie
- Chiesa di Santa Chiara
- Chiesa del Salvatore
- Chiesa di San Raffaele

### Architetture civili

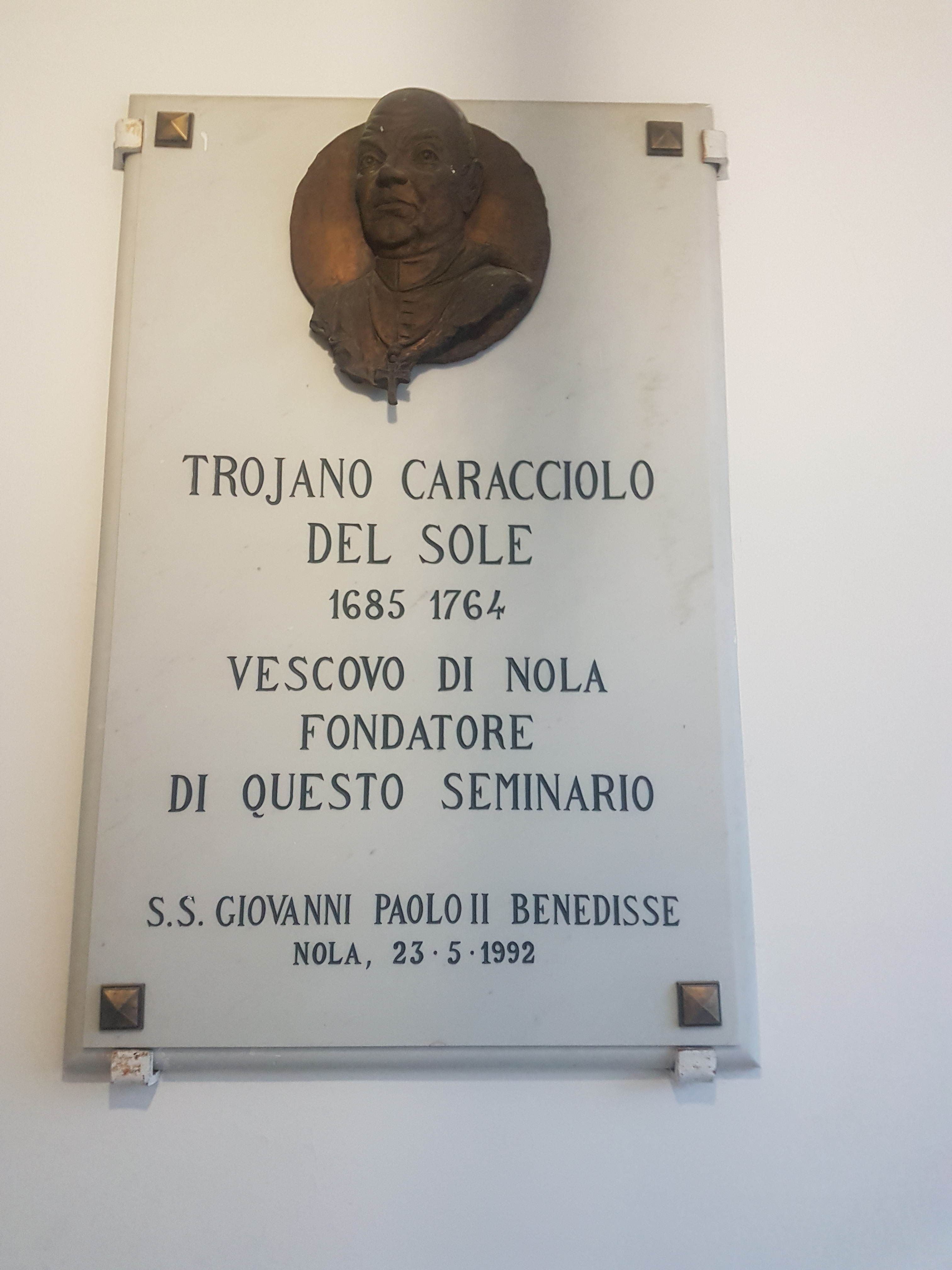
Targa benedetta da Papa Giovanni Paolo II e dedicata a Troiano Caracciolo del Sole presso il Seminario Vescovile di Nola

- Reggia Orsini. Uno dei più significativi monumenti del Medioevo è la Reggia Orsini, un palazzo-fortezza situato vicino ad una porta nolana e che affaccia sulla piazza intitolata a Giordano Bruno. Fu fatto edificare nel 1460-70 dal conte Orso Orsini (come si può dedurre da un'incisione sotto la nicchia che sormonta il portale principale) ma inizialmente era povero e semplice; lo stesso conte anni dopo lo fece ampliare, estendendo la parte occidentale ed orientale per circa cinquanta metri e reperendo il materiale per tale progetto da templi ed anfiteatri di Nola antica. La Reggia fu oggetto, nel 1943, di un grande scempio organizzato da militari tedeschi in ritirata, ma le sue forti pietre riuscirono a mantenere la struttura intatta (poi resa staticamente sicura da ripetuti interventi della Sovrintendenza di Napoli). Dal 1994 è sede del tribunale di Nola.
- Seminario Vescovile di Nola. Voluto dal vescovo Troiano Caracciolo del Sole e costruito su disegno dell'architetto Luca Vecchione, fu inaugurato nel 1754. Raccoglie un'importantissima collezione lapidea antica e medioevale, tra cui il famoso Cippo abellano, importantissimo trattato in lingua osca risalente alla prima metà del II secolo a.C., ritrovato ad Avella tra le rovine di un tempio di Ercole. È situato alle falde della collina di Cicala, alla periferia orientale della città ed accoglie un liceo classico e un liceo scientifico.
- Il Palazzo del Fascio. Nel dopoguerra ha dapprima ospitato l'Agenzia delle Entrate e successivamente la facoltà di giurisprudenza dell'Università Parthenope di Napoli.
- Villa Castelcicala. La villa fu edificata intorno al 1730 da Paolo Ruffo, 1º principe di Castelcicala. Alla fine dell'Ottocento passò in via matrimoniale ai conti Sallier de la Tour, i cui discendenti la detengono tuttora.

### Siti archeologici
- Anfiteatro Laterizio. L'anfiteatro romano dell'antica Nola, conosciuto con il nome di "Anfiteatro Laterizio", è uno dei più antichi (risale al I sec. a.C.) e più grandi della Campania. Misura 138x108 metri ed è stato portato alla luce, fino ad oggi, per un terzo del suo perimetro. Ai giorni d'oggi l'anfiteatro è visitabile solo su prenotazione. Si svolge da alcuni anni, organizzata dalla Curia vescovile di Nola, nel periodo di Pasqua, una suggestiva Via Crucis, illuminata dalle fiaccole dei fedeli.
- Villaggio Preistorico di Nola. Riportato di recente alla luce è denominato la "Pompei dell'Età del Bronzo", i cui ritrovamenti sono ora conservati nel Museo Archeologico di Nola; il sito, di eccezionale valore archeologico, conserva il calco in alzato di due capanne, che si sono conservate grazie al fango causato dall'eruzione detta "delle Pomici di Avellino". Centinaia di reperti e utensili risalenti all'età del Bronzo Antico (1800 a.C.) sono conservati presso il Museo Archeologico di Nola. Chiuso al pubblico dal giugno del 2009 per un innalzamento della falda acquifera sottostante l'area, il 3 gennaio 2011 ha subito danni forse irreparabili a causa di uno smottamento della parete nord dello scavo.[16]

### Altro
- Piazza Giordano Bruno. Al centro della piazza antistante il tribunale e il Palazzo del Fascio, si erge la statua dell'illustre filosofo, opera dello scultore Raffaele De Crescenzo. Il monumento fu inaugurato con una discreta celebrazione nel 1867. Dopo un ventennio fu restaurato per volontà dell'allora sindaco Tommaso Vitale e presentato al pubblico nel 1888: il discorso ufficiale per quell'occasione fu composto dal filosofo e politico italiano Giovanni Bovio. Anche il Presidente del Consiglio in carica, Francesco Crispi, esaltò l'iniziativa con una bella lettera di approvazione.
- Corso Tommaso Vitale, che rappresenta l'arteria principale del centro storico della città. Collega la villa comunale a piazza D'Armi passando per la centrale piazza Duomo.
- Piazza Duomo, situata tra la cattedrale e il municipio, è sede dei più importanti eventi civili e religiosi. Rappresenta pertanto il vero centro sociale della città.
- Castello di Cicala, situato sull'omonima collina.

Inoltre per la città si possono trovare statue, (come quelle di Augusto nella piazza principale, di Tommaso Vitale, storico sindaco della città, all'ingresso principale della villa comunale, di San Felice all'interno della villa comunale e di San Paolino sia a via San Massimo che a via Augusto), affreschi e tracce di civiltà antiche.
Molti ritrovamenti antichi sono oggi esposti nei maggiori musei d'Europa come il Louvre, il Museo Nazionale di Archeologia Spagnolo, il British Museum e l'Altes Museum.

## Società

### Evoluzione demografica
Abitanti censiti

### Etnie e minoranze straniere
Secondo i dati ISTAT al 31 dicembre 2022 la popolazione straniera residente era di 1 418 persone. Le nazionalità maggiormente rappresentate in base alla loro percentuale sul totale della popolazione residente erano:
1. Ucraina, 388
2. Bangladesh, 280
3. Romania, 180
4. Marocco, 92
5. Polonia, 92
6. Cina, 77
7. Bulgaria, 34
8. Nigeria, 32

### Emigrazione ed immigrazione
Una nutrita comunità di nolani si trova a Williamsburg, quartiere di Brooklyn dove dal 1903 si celebra la Festa dei Gigli. Sono presenti fin dai primi anni ottanta immigrati di numerose nazionalità, come marocchini, russi, polacchi, ucraini, albanesi, mentre sono di successiva formazione (e di minore consistenza numerica) comunità di rumeni, cinesi e cingalesi.

### Problemi sociali ed ecologici
Come in molte aree della Campania, la presenza della camorra è molto radicata e condiziona fortemente l'attività economica e la vita sociale. Diverse inchieste giudiziarie hanno messo in evidenza il ruolo dei clan camorristici nelle attività legate allo smaltimento illegale dei rifiuti ed alle discariche abusive.

## Cultura

### Istruzione

#### Università
Dal 2022 l'Università degli Studi di Napoli "Parthenope" ha attivato nella sede nolana corsi di laurea triennale in economia e management, ingegneria e scienze informatiche per la cybersecurity e scienze motorie; dal 1996 è istituita una sede distaccata della facoltà di medicina e chirurgia dell'Università degli Studi di Napoli Federico II per il corso di laurea in infermieristica.

#### Musei
- Museo storico - archeologico. Realizzato all'interno dell'ex complesso conventuale medioevale delle Canonichesse Lateranensi, racconta, su tre livelli, la storia del territorio di Nola a partire dall'età preistorica fino al XVIII secolo. Di grande interesse le sezioni dedicate al Villaggio Preistorico di Nola, all'età ellenistico-romana e a quella tardo-medioevale. Di elevata qualità anche la sezione storico-artistica con opere di autori quali Ferdinando Sanfelice, Antonio Vaccaro, Girolamo Imparato, Micco Spadaro, Agostino Beltrano e altri. È inoltre presente una sezione dedicata interamente alla "riggiola" napoletana.
- Museo diocesano. Al suo interno sono conservate diverse opere di grande valore artistico e religioso, come l'Annunciazione di Cristoforo Scacco di Verona, che raccontano la storia della Diocesi di Nola, una delle più grandi ed antiche della Campania. Il Museo Diocesano è ospitato negli spazi adiacenti alla cattedrale: le strutture della trecentesca chiesa di S. Giovanni Battista, la cinquecentesca cappella dell'Immacolata e gli antichi ambienti dell'Episcopio concorrono con le collezioni di diversa natura a rappresentare la millenaria storia della Diocesi nolana. Le sale sono dedicate all'esposizione di preziosi argenti, di eleganti paramenti, di opere scultoree in marmo e legno, nonché di dipinti dal XV al XVIII secolo. Interessante la sezione documentaria e libraria, parte del patrimonio dell'attiguo Archivio Storico Diocesano.

### Eventi, feste e tradizioni

#### Certame Bruniano
Promosso e patrocinato dall'amministrazione comunale di Nola, con la collaborazione dell'Associazione Culturale Meridies, ogni anno, presso il liceo "Giosuè Carducci" della città, si svolge il "Certame Internazionale Bruniano", un concorso filosofico, riservato agli studenti italiani e stranieri degli istituti superiori e delle università, riguardante le opere e la filosofia di Giordano Bruno.

#### Certame Paoliniano
Il 7 febbraio 2012 viene ufficialmente presentato alla stampa locale la prima edizione del "Certame Paoliniano" indetto dal Comune di Nola, in collaborazione con il liceo classico "G. Carducci", la "FAG per Nola - Corteo Storico degli Orsini", la "Fondazione Internazionale Giordano Bruno" e la Diocesi di Nola. Il "Certame Paoliniano" è rivolto agli alunni degli istituti superiori di tutta Italia e agli alunni delle scuole medie cittadine.

#### La festa dei Gigli

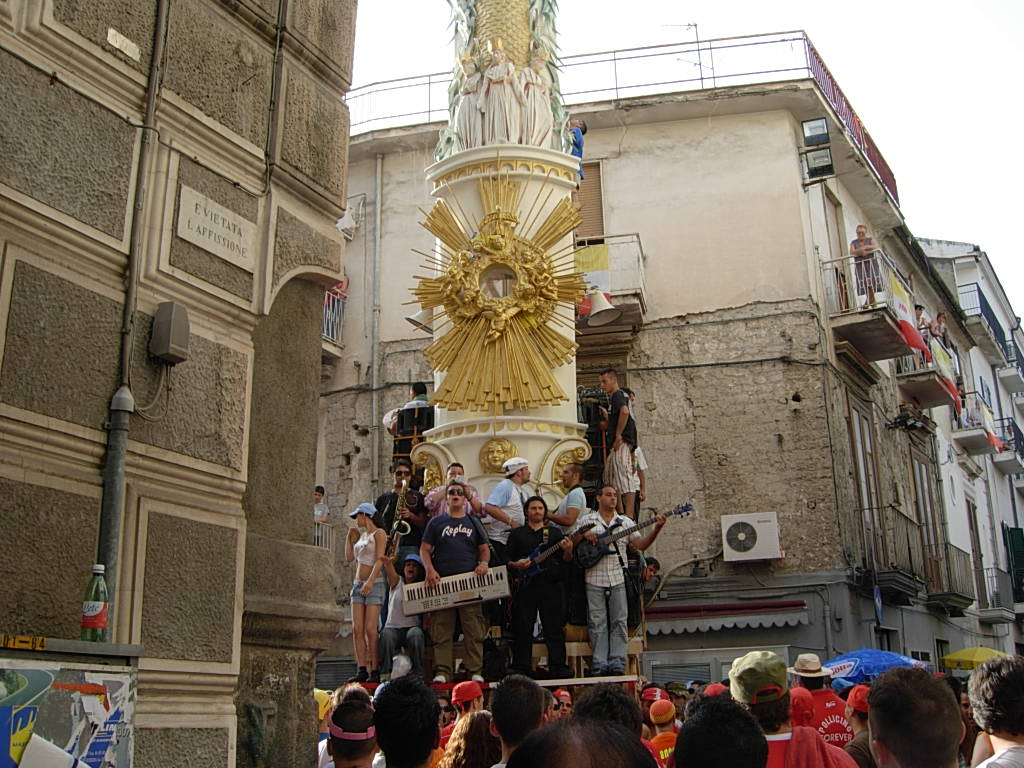
Un Giglio che sfila per le vie della città.

Nel mese di Giugno si celebra la Festa dei Gigli, in onore del compatrono della città San Paolino.
La festa è caratterizzata dalla processione di otto obelischi di legno alti circa 25 metri, i "Gigli" appunto, e di uno più piccolo, alto circa 15 metri chiamato "Barca",che vengono portati a spalla da un gruppo di oltre 128 uomini (detto "paranza") per le vie del centro storico della città.
Nel 2011 l'allora Ministro del turismo, on. Michela Vittoria Brambilla, ha conferito alla Festa dei Gigli di Nola il riconoscimento di "Patrimonio d'Italia", un riconoscimento riservato "alle eccellenze nazionali che contribuiscono a valorizzare l'immagine dell'Italia" nel campo dell'arte, della cultura, della creatività e delle tradizioni folkloristiche.
Nel dicembre 2013, con la Rete delle grandi macchine a spalla italiane, è stata riconosciuta Patrimonio immateriale dell'umanità dall'UNESCO.

#### La festa del patrono san Felice
Il 15 novembre invece, la città festeggia il suo patrono, San Felice di Nola. Al santo, il cui busto argenteo viene portato in processione il giorno precedente, è legato il cosiddetto "miracolo della Manna": la Santa Manna è un liquido rugiadoso che dall'incavo del muro della cripta oltre il quale sono conservate le spoglie del Santo, scorre in un calice. I Nolani attendono con fede e gioia questo evento prodigioso da cui, nell'antichità come oggi, traggono gli auspici circa l'abbondanza o meno del raccolto e il benessere della cittadinanza (si crede infatti che il liquido favorisca la cura dei malati).

#### Il Villaggio Artistico
Dal 2003 al 2006 Nola ha ospitato il Villaggio Artistico, una manifestazione annuale dedicata ai giovani artisti emergenti campani e non.

### Media
- Videonola (televisione)
- Radio Punto Zero Network (radio)
- Radio Antenna Campania (radio)

## Geografia antropica

### Frazioni
Le due frazioni del comune sono Piazzolla di Nola e Polvica di Nola.

#### Piazzolla
La frazione di Piazzolla dista 8,5 chilometri dal centro ad un'altitudine di 61m. È una frazione di campagna ricca di località e di case sparse insistenti sulle cosiddette masserie vesuviane, in parte divise con i comuni di Saviano, Palma Campania, San Gennaro Vesuviano e Ottaviano. Il patrono è san Francesco d'Assisi. Nel territorio della frazione insistono due parrocchie cui fanno capo una serie di cappelle di origine gentilizia: Maria Santissima Immacolata (con le cappelle di Villa Albertini, di San Francesco, dell'Addolorata e del cimitero) e, in località Cinquevie di Selve, Maria Santissima del Rosario (con le cappelle di San Rocco ai Corsi, di Rione Cerchi e di Masseria Ciccotti), patrona della località.
Il nome, secondo Aldolfo Musco, deriva dai "seggi" o "tocchi", luoghi sgombri davanti alle case signorili, che a Napoli furono chiamati "Chiazze"; più probabilmente il nome va collegato al sostantivo "piazza", in origine residenza di vassalli o feudatari.
Molto probabilmente, proprio a Piazzolla ebbe luogo la rivolta di Spartaco, che attraversando l'attuale frazione raggiunse le caverne del Vesuvio, dove si asserragliò. Nei pressi ebbe luogo la battaglia dei Goti di Alarico, nel quinto secolo d.C.
La frazione negli ultimi decenni ha avuto un'importante crescita demografica, restando però inalterata la storica vocazione agricola.
A cavallo tra la metà gli anni Ottanta e Novanta è stata al centro della faida che coinvolse la Nuova Famiglia di Carmine Alfieri e la Nuova Camorra Organizzata (NCO) di Raffaele Cutolo. Nonostante gli arresti dei rispettivi criminali, la frazione è stata, negli ultimi decenni, scenario di numerosi omicidi di stampo camorristico. Nonostante non sia più considerata una delle zone più a rischio della provincia napoletana (anche grazie agli sforzi congiunti delle realtà sociali presenti nel territorio, in primis la scuola pubblica e la comunità ecclesiale), rimane comunque sotto particolare osservazione.

#### Polvica
La frazione di Polvica di Nola confina con l'omonima frazione del comune di San Felice a Cancello (CE) e con una propaggine del comune di Acerra (frazione Pezzalunga) e dista 8,2 chilometri dal capoluogo ad un'altitudine di 31 m. Negli ultimi tempi le amministrazioni comunali hanno puntato molto sul rilancio della frazione, che è stata dotata di numerosi servizi. Il patrono è San Vincenzo Ferrer.
La vocazione agricola si è affiancata, negli ultimi decenni, ad un considerevole sviluppo del terziario, rappresentato, in località Boscofangone, dalle realtà del CIS di Nola (cioè il Centro Integrato Servizi, che è la più grande città dell'ingrosso d'Italia), dell'Interporto campano (con la dogana merci), dell'Alenia Aeronautica (dove si assemblano parti dell'A380), del centro commerciale "Vulcano buono" (progettato da Renzo Piano, uno dei maggiori d'Europa), dell'ASI e delle Officine NTV (dove sono tuttora prodotti e sottoposti ai primi test i treni Italo).

## Economia

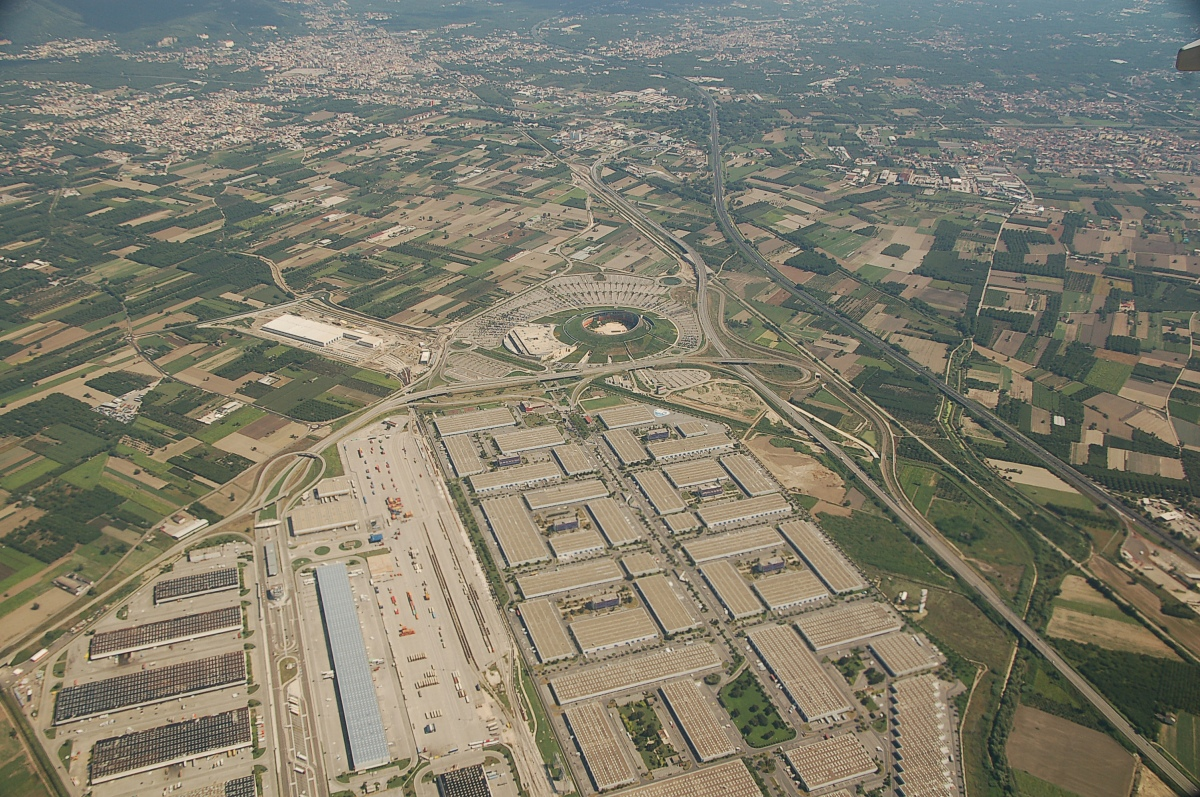
Veduta aerea della città dove è ben visibile il centro commerciale Vulcano buono e il CIS

### Distretto "CIS-Interporto-Vulcano Buono"
In totale nel distretto, che occupa un'area di 4,5 milioni di metri quadrati, operano oltre mille aziende e 9.000 addetti per un giro d'affari che supera i 7 miliardi di euro. Il gruppo "CIS-Interporto-Vulcano Buono" ha inoltre dato vita, nel 2001, ad una banca: la "Banca Popolare di Sviluppo". C'è anche una grande officina per la manutenzione di treni Alstom.

#### CIS
Aperto nel 1986, il CIS (Centro Ingrosso e Sviluppo Campania "Gianni Nappi SPA") rappresenta uno dei poli distributivi di merci più importanti d'Italia e d'Europa. Oltre 300 aziende per un totale di oltre 4.000 addetti e un giro d'affari stimato in 4 miliardi e mezzo di euro sono presenti in un'area di un milione di metri quadrati di cui 550.000 coperti.
Esso è strutturato come una vera e propria città degli affari e all'interno vi si trovano una banca e servizi di ristorazione.

#### Interporto Campano
Nella stessa area è ubicato l'interporto campano che può vantare, unico caso in Italia, una stazione ferroviaria interna collegata alla rete nazionale e gestita da RFI-FS.

#### Vulcano Buono
Collegato al CIS vi è il centro commerciale "Vulcano buono", inaugurato il 7 dicembre 2007, su progetto di Renzo Piano. Il complesso è un grosso centro multifunzionale costituito da un albergo Holiday Inn, un ipermercato Auchan, un cinema multisala e da una galleria con 155 negozi e diversi punti di ristoro.

#### NTV - Nuovo Trasporto Viaggiatori
Il 27 ottobre 2009 il Ministero dello sviluppo economico Scajola posa la prima pietra per la realizzazione delle Officine di Nola per la NTV - Nuovo Trasporto Viaggiatori fortemente voluta dai maggiori azionisti Luca Cordero di Montezemolo, Diego Della Valle e Gianni Punzo. Le officine di Nola, costate 90 milioni di euro, misurano 140.000 m2 e sono situate all'interno dell'Interporto Campano.

## Infrastrutture e trasporti

### Ferrovie
- Stazione di Nola sulla linea Napoli - Nola - Baiano della Circumvesuviana.
- Stazione di Nola sulla linea Cancello - Avellino e Salerno-Caserta delle Ferrovie dello Stato Italiane.

### Autostrade

#### Caserta-Salerno
- L'A30 ha un'uscita a Nola - da Caserta al km 19, da Salerno al km 36.

#### Napoli-Canosaautostrada dei due mari
- L'A16 si interseca con l'A30 - da Napoli al km 16, da Canosa al km 156.
- Più verso est è disponibile lo svincolo di Tufino (raggiungibile agevolmente tramite la SS7bis, permettendo quindi di accedere più rapidamente all'A16).

### Strade statali
La Strada statale 7 bis di Terra di Lavoro attraversa gran parte del territorio comunale dove assume la denominazione di via Nazionale delle Puglie

#### Asse di Supporto Nola-Villa Literno
Vi sono tre svincoli dell'Asse di Supporto Nola-Villa Literno che servono Nola:
- Zona industriale Nola-Marigliano
- Interporto Campano-CIS-Vulcano buono
- Innesto con la SS 7 bis

#### Asse Mediano
- La Strada statale 162 NC Asse Mediano si interseca con la Nola - Villa Literno al km 33,3

#### Strada statale 367 Nola-Sarno
Il tracciato della Strada statale 367 Nolana Sarnese ha inizio a Nola, distaccandosi dalla strada statale 7 bis di Terra di Lavoro, a San Paolo Bel Sito si dirama la strada statale 403 del Vallo di Lauro che conduce a Forino. Il percorso della ex statale costeggia, quasi parallelo, l'A30 Caserta-Salerno e attraversa Palma Campania prima di entrare in provincia di Salerno. Il primo comune che s'incontra è Sarno, il tracciato piega verso San Valentino Torio e San Marzano sul Sarno terminando lungo la strada statale 18 Tirrena Inferiore nel comune di Sant'Egidio del Monte Albino, in località Orta Loreto.

#### Strada statale 403 del Vallo di Lauro
La Strada statale 403 del Vallo di Lauro è una diramazione della Strada statale 367 Nola-Sarno e collega Nola ai comuni del Vallo di Lauro fino a raggiungere Forino. Essa assume la denominazione di Via Nazionale.

## Amministrazione
Fonte: elenco disponibile presso la casa comunale.
| Periodo          | Periodo           | Primo cittadino       | Partito                             | Carica      | Note |
| ---------------- | ----------------- | --------------------- | ----------------------------------- | ----------- | ---- |
| 1944             | 1946              | Luigi Russo           | ?                                   | Sindaco     |      |
| 1946             | 1950              | Giacomo Imbroda       | ?                                   | Sindaco     |      |
| 1950             | 1964              | Salvatore Napolitano  | ?                                   | Sindaco     |      |
| 1964             | 1967              | Giuseppe Giugliano    | ?                                   | Sindaco     |      |
| 1967             | 1969              | Sabato Angelillo      | ?                                   | Sindaco     |      |
| 1969             | 1972              | Alfonso Ambrosino     | ?                                   | Sindaco     |      |
| 1972             | 1973              | Pietro Mercogliano    | ?                                   | Sindaco     |      |
| 1974             | 1977              | Alfonso Ambrosino     | ?                                   | Sindaco     |      |
| 1977             | 1978              | Aniello Napolitano    | ?                                   | Sindaco     |      |
| 1978             | 1978              | Aniello Correra       | ?                                   | Sindaco     |      |
| 1978             | 1980              | Francesco Bottiglieri | ?                                   | Sindaco     |      |
| 1980             | 1982              | Aniello Napolitano    | ?                                   | Sindaco     |      |
| 1982             | 1982              | Luigi Buonauro        | ?                                   | Sindaco     |      |
| 1982             | 1985              | Aniello Napolitano    | ?                                   | Sindaco     |      |
| 1985             | 1986              | Antonio Ambrosio      | ?                                   | Sindaco     |      |
| 1986             | 1987              | Felice Scotti         | ?                                   | Sindaco     |      |
| 1987             | 17 novembre 1988  | Felice Mauro          | ?                                   | Sindaco     |      |
| 18 novembre 1988 | 20 luglio 1989    | Simone De Rosa        | Democrazia Cristiana                | Sindaco     |      |
| 28 agosto 1989   | 10 gennaio 1990   | Gianni Ietto          |                                     | commissario |      |
| 10 gennaio 1990  | 11 settembre 1992 | Mario De Sena         | Democrazia Cristiana                | Sindaco     |      |
| 27 ottobre 1992  | 12 febbraio 1993  | Antonio Ambrosio      | Democrazia Cristiana                | Sindaco     |      |
| 24 marzo 1993    | 18 novembre 1995  | Andrea Orsi           |                                     | commissario |      |
| 19 novembre 1995 | 16 aprile 2000    | Francesco Ambrosio    | Alleanza Nazionale                  | Sindaco     |      |
| 16 aprile 2000   | 12 giugno 2004    | Giuseppe Serpico      | Rinnovamento Italiano La Margherita | Sindaco     |      |
| 12 giugno 2004   | 7 giugno 2009     | Felice Napolitano     | Forza Italia                        | Sindaco     |      |
| 7 giugno 2009    | 25 maggio 2014    | Geremia Biancardi     | Il Popolo della Libertà             | Sindaco     |      |
| 25 maggio 2014   | 8 maggio 2018     | Geremia Biancardi     | Forza Italia                        | Sindaco     |      |
| 9 maggio 2018    | 9 giugno 2019     | Anna Maria Mazzoni    |                                     | commissario |      |
| 10 giugno 2019   | 28 gennaio 2022   | Gaetano Minieri       | Liste civiche                       | Sindaco     |      |
| 28 gennaio 2022  | 19 giugno 2022    | Enrico Gullotti       |                                     | commissario |      |
| 20 giugno 2022   | 9 novembre 2024   | Carlo Buonauro        | Liste civiche                       | Sindaco     |      |
| 10 novembre 2024 | 26 maggio 2025    | Maria Lucia Trezza    |                                     | commissario |      |
| 26 maggio 2025   | "in carica"       | Andrea Ruggiero       |                                     | Sindaco     |      |

### Politica
Intellettuali, amministratori e cittadini hanno più volte proposto l'istituzione di una provincia con capoluogo Nola. Il consiglio regionale non espresse parere favorevole alla istituzione della nuova entità territoriale, per la forte opposizione dei consiglieri regionali di Avellino e provincia. Delle due proposte di legge presentate nella XIV legislatura una è stata bocciata e una non è stata discussa (in quanto fu anche tenuto conto che alcuni grandi Comuni vesuviani come Ottaviano e Somma Vesuviana non intendevano far parte di questa ipotizzata provincia).

### Gemellaggi
- Viterbo, dal 2003, gemellaggio fra la Festa dei Gigli e la festa della Macchina di Santa Rosa.
- Gubbio, dal 2006, gemellaggio fra la Festa dei Gigli e la Festa dei Ceri.
- Sassari, dal 2006, gemellaggio fra la Festa dei Gigli e la Faradda di li candareri
- Palmi, dal 2006, gemellaggio fra la Festa dei Gigli e la Varia di Palmi.
- Sutera, dal 2008, per la comune devozione a san Paolino di Nola[28].
- Comacchio, dal 2015, per la comune appartenenza alla rete UNESCO e la comune origine Etrusca.[29]

## Sport

### Calcio
La squadra locale di calcio ha militato nella prima metà degli anni novanta del XX secolo nella Serie C1. Fallita e subito rinata nel 1996, nel 2001 vinse la Coppa Italia Dilettanti e nel 2002 si salva in Serie D, ma cedette il titolo alla Juve Stabia; rinato nel 2002 come Sporting Nola, ha subito diverse rifondazioni. Tra il 2010 e il 2013 militò per il tre anni consecutivi in Serie D, cambiando altrettante volte nome. Nel 2014 rinacque la S.S.Nola 1925, che partecipò al campionato di Promozione. Nella stagione 2024/2025 milita nel campionato di Eccellenza Campania nel girone A. 
Nola possiede anche una sezione dell'Associazione Italiana Arbitri: conta 270 associati, tra cui Carmine Russo, arbitro di Serie A.

### Pallavolo e basket
Ottime tradizioni vanta anche la pallavolo. Infatti la squadra maschile nella stagione 2014-2015 disputa il campionato di Serie B-2. Negli anni tra il 1999 e 2004 è riuscita ad approdare fino alla B-1, terza categoria per importanza. Negli stessi anni e in quelli successivi le squadre under 18, sia maschili che femminili, hanno vinto a più riprese il campionato regionale campano, raggiungendo in alcuni casi le finali nazionali. La prima squadra del C.A.P Nola milita nel campionato regionale di serie C silver

### Ciclismo
Il 24 maggio 1990 la prima semitappa della 4ª tappa del Giro d'Italia 1990 si è conclusa al CIS di Nola, a Polvica, con la vittoria di Stefano Allocchio.
Il 9 giugno 1991 si è tenuta la 1ª prova del Campionato Italiano Società - Mountain Bike - Zona Sud, organizzata dall'Action Group Nola (Presidente Francesco De Crescenzo - Segretario Aniello Petillo), con la vittoria di Claudio Vettorel.